# Milkcow's Calf Blues
Milkcow's Calf Blues è una canzone blues di Robert Johnson.

## Il brano
Questo brano è la reinterpretazione di una canzone di Sleepy John Estes.